# Пали канон
Пали канон је збирка списа теравада будизма, који су сачувани на пали језику. Канон на пали језику се састоји од „три корпе“ (или „кошаре“) - због чега се назива Типитака (санскрит: Tripitaka) - а састоји се од сутри (казивања Буде лично), винаје (дисциплине) и абидарме (доктрине).
Типитака је једини потпуно сачуван канон од свих раних будистичких школа, те је најближи изворном Будином учењу. Будистички канон је огроман корпус текстова у којима је вековима после Будине смрти бележено његово учење.
Канон је вековима преношен усмено, да би кроз серију будистичких сабора био стандардизован и записан. Први штампани делови Канона појавили су се у 19. веку, а данас на интернету постоје комплетна електронска издања.

## Назив
Пали канон се сатоји од три главна дела, који се на палију називају питака (piṭaka, корпа). Због тога је овај канон традиционално познат као Типитака (Tipiṭaka; Три корпе).

## Развој канона
У Будино време религијски текстови нису били писани, већ су учени усмено од учитеља, а ученик је морао да их запамти и касније пренесе својим ученицима. То је пресудно утицало и на форму у којој су Будини говори сачувани (као рецитације), јер су морали проћи кроз процес редакције и примене разних мнемотехничких средстава у самом тексту, као што је понављање истих, стандардних формула, ради лакшег меморисања.
Неколико месеци после Будине смрти, на првом будистичком сабору окупили су се најистакнутији ученици да би по сећању рецитовали учитељеве говоре којима су присуствовали и тако одредили шта се сматра аутентичним учењем. Будином верни пратилац Ананда је дао највећи допринос овом консолидовању Канона, а посебно Сута питаке, захваљујући својој невероватној моћи памћења. Рецитујући неки говор, као потврду да му је лично присуствовао и тако свом казивању дао печат аутентичности, започињао га је управо речима: „Овако сам чуо” (пали: Evaṃ me sutaṃ). Од тада до данас ова реченица у пали канону јесте симбол и најава истинског Будиног учења.
Током векова, унутар санге постојали су монаси специјализовани за памћење сутри. Сарипута је био учени брахман који је вероватно био први систематизатор Будиног учења по традиционалној индијској методи мнемотехничких шаблона. Метода шаблонизације Будиних говора је досегла усавршење у раној будистичкој књижевности.
За владавине краља Ашоке, у 3. веку п. н. е, Будино учење је пренето на Шри Ланку, где су око 100. године п. н. е. дела пали канона записана и похрањена из страха пред прогонима.
Пали канон је коначно записан четири века после Будине смрти, на сабору у Шри Ланки у 1. веку п. н. е. Према предању, било је време велике глади, број монаха се веома смањио, те је постојала опасност да усмено преношење Канона буде потпуно прекинуто. Легенда каже да је за сваку никају остао само по један монах који ју је знао целу напамет. Да би се избегао потпуни губитак Канона, одлучено је да се он запише на палмовим листовима, а надаље је преписиван.

### Винаја питака
Винаја питака је далеко више од пуке листе правила. Садржи такође приче којима се описује настанак сваког правила, па тако добијамо детаљан опис на који начин је Буда решавао проблем одржавања хармоничних односа унутар многобројне и разнородне духовне заједнице. Састоји се из четири дела:
1. Суттавибханга - Овај део садржи комплетан скуп правила за монашку заједницу. Правила су сажета у Патимоккху и има их 227 за монахе и 311 за монахиње.
2. Кхандхака (Махавагга) - Укључује неколико текстова налик на сутте, између осталог Будин опис периода непосредно после пробуђења, његове прве говоре групи од пет монаха и приче о томе како су се неки од његових најпознатијих ученика прикључили монашкој заједници и потом и сами достигли пробуђење.
3. Кхандхака (Ћулавагга) - Овај део садржи даљу разраду монашке етикеције и дужности, као и правила и поступке за разматрање прекршаја који се догоде унутар монашке заједнице. Такође ту је и прича о томе како је установљен ред монахиња и детаљан опис првог и другог сабора.
4. Паривара - Рекапитулација претходних поглавља, са сажетком правила класификованих и прекласификованих за различите сврхе упућивања у њих.

### Сута питака
Сутта питака, други део Типитаке, састоји се од преко 10.000 сутта или говора, које је изговорио Буда или неко од његових најближих ученика, током 45-годишњег ширења учења. У њој су такође сабрани и стихови других чланова монашке заједнице.
Суте су груписане у пет збирки (никауа):
1. Дигха никаја - Збирка дугих говора
2. Мађђхима никаја - Збирка говора средње дужине
3. Самјутта никаја - Збирка по теми груписаних говора
4. Ангуттара никаја - Збирка бројчано груписаних говора
5. Кхуддака никаја - Збирка кратких књига

Прве четири никаје имају своје пандане у касније насталом канону северног, махајана будизма (Кина, Монголија, Кореја, Јапан), чији се делови називају агама („предаја”). Те збирке, у форми у којој данас постоје, заправо су сачињене од делова канона три или четири ране будистичке школе у Индији (традиција каже да их је било укупно 18), а сачуване су само у кинеском преводу. Много је сличности у прве четири агаме с пали каноном, што потврђује да су текстови које данас имамо углавном настали пре поделе раног будизма на различите правце.

### Абидама питака
Абидама питака (Abhidhamma piṭaka) или Кошара систематске разраде учења, је део канона у којем се детаљно и уз помоћ специфичних техничких термина анализира Будино учење. Ова збирка текстова свој облик је добијала у вековима после Буде, отприлике три века после његове смрти је укључена у Пāли канон. 

### Пали канон онлајн
- Vipassana Research Institute (Based on 6th Council – Burmese version) (this site also offers a downloadable program which installs the entire Pali Tipitaka on your desktop for offline viewing)
- Sutta Central Early Buddhist texts, translations, and parallels (Multiple Languages)
- Thai Tripitaka (Thai version)
- Sinhala Tipitaka (Translated into Sinhala by a Government of Sri Lanka initiative)
- Tipitaka Online
- „Theravada Buddhism Tipitaka Download”. Архивирано из оригинала 23. 11. 2020. г. Приступљено 16. 05. 2023.

### Пали речник
- Online Pali-English Dictionary
- Pāli Dictionary Online Архивирано на веб-сајту  (8. јун 2023)
- Pāli Dictionary (Pāli to Chinese, Pāli to English, Pāli to Japanese, Pāli-Vietnamese, Pāli-Burmese)